# Golpe de Estado en Sudán de 1989
El golpe de Estado en Sudán de 1989  fue exitoso golpe de Estado dirigido por el col. Omar Hassan al-Bashir, contra el gobierno del primer ministro Sadiq al-Mahdi. El golpe fue dirigido por el oficial militar Omar al-Bashir, quien tomó el poder después de ella; Gobernó el país durante los siguientes 30 años hasta que fue derrocado en 2019.

## Historia

### Antecentes
Sudán estaba inmersa en una sangrienta guerra civil desde 1983, con cientos de miles de muertos y una terrible hambruna, principalmente en el sur. Antes del golpe, ese año, las tensiones habían ido aumentando en el país entre el ejército y el primer ministro, especialmente por el desastroso estado de la economía y el inicio de una terrible hambruna en diferentes partes del país.
En febrero de 1989, un grupo de oficiales del ejército sudanés había presentado un ultimátum al primer ministro que demandaba el fin a la guerra civil o de lo contrario tendría lugar un golpe militar que terminaría con el conflicto por la fuerza. Esto resultó en que el gobierno iniciase una serie de negociaciones y diálogos con los separatistas sureños.
Hay quienes creen que el golpe fue igualmente motivado por la decisión que tomó el primer ministro Sadiq al-Mahdi el 18 de junio de 1989 de arrestar a un grupo de 14 oficiales militares y 50 civiles acusados por al-Mahdi de estar detrás de un complot para derrocar al gobierno y restaurar al poder al expresidente Gaafar al-Nimeiry.

### El golpe
El 30 de junio de 1989, oficiales militares bajo las órdenes del coronel Omar Hassan al-Bashir, con apoyo e instigación del Frente Islámico Nacional (FIN), orquestaron un golpe militar que reemplazó a Sadiq al-Mahdi y su gabinete por una junta militar con el Consejo de Mando Revolucionario para la Salvación Nacional, quién clamaba que estaba salvando al país de los "partidos políticos podridos".
La junta militar a cargo del país estaba conformada por 15 agentes militares (reducidos a 12 en 1991). Omar al-Bashir era el cabecilla de dicha junta, ocupando de facto la jefatura de estado, de gobierno y el control de las fuerzas armadas. Dicha junta existió durante más de cuatro años, siendo finalmente disuelta el 16 de octubre de 1993. [cita requerida]
La junta militar prohibió todos los sindicatos, partidos políticos, y todas aquellas instituciones no religiosas. Alrededor de 78.000 miembros del ejército, policía, y la administración civil fue purgada para remodelar un nuevo gobierno, que finalmente entró en vigencia en 1993, con al-Bashir como presidente de Sudán.